# Grafenmühle (Naturschutzgebiet)
Die Grafenmühle ist ein Naturschutzgebiet am Großen Brombachsee im mittelfränkischen Landkreis Weißenburg-Gunzenhausen.

## Lage
Das Naturschutzgebiet Grafenmühle liegt am Südufer des Großen Brombachsees,  etwa drei Kilometer nordöstlich von Langlau und 2,2 Kilometer nordwestlich von Ramsberg nahe dem Weißenberg.

## Beschreibung

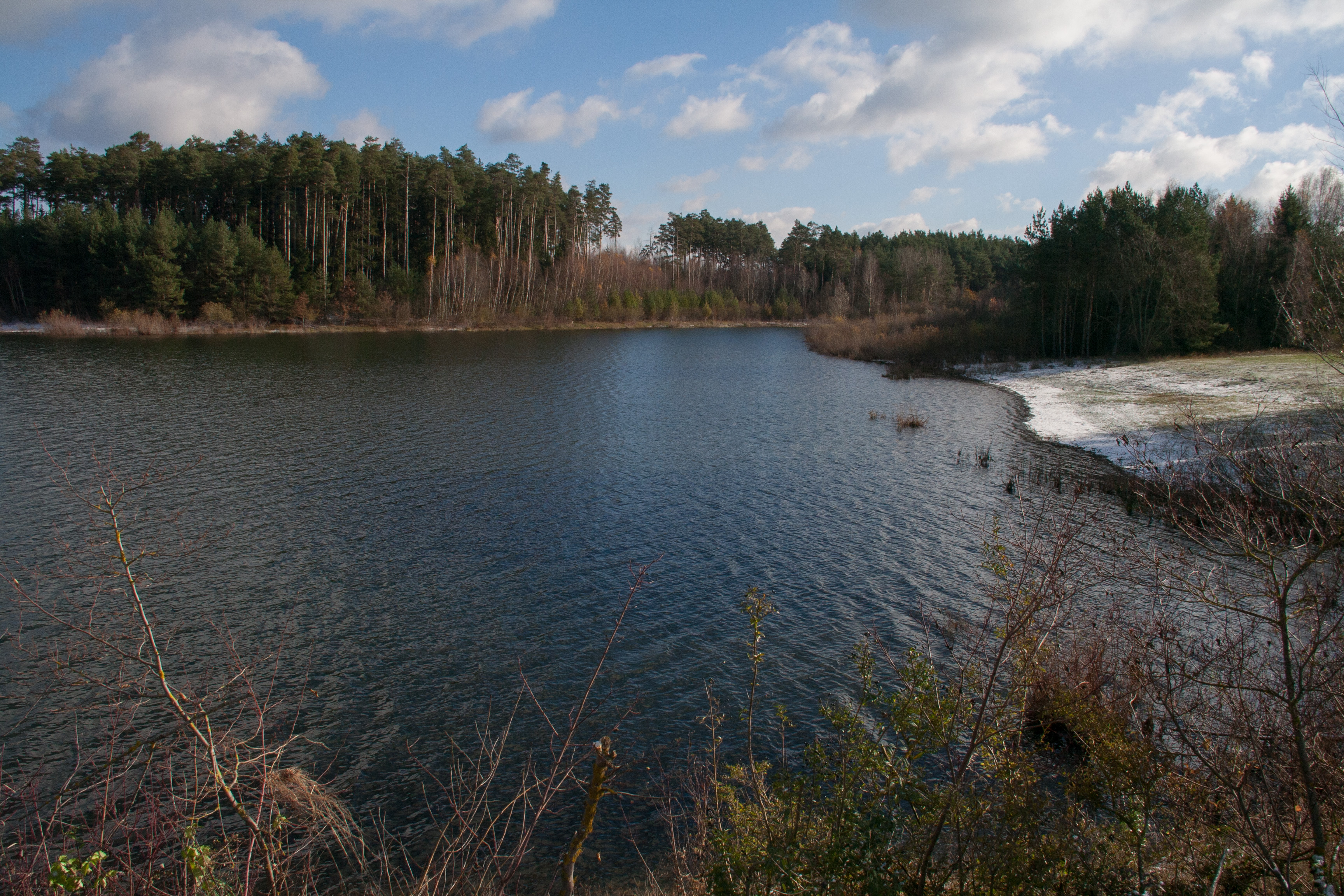
Blick vom Vorsperren-Damm auf das NSG

Das Gebiet ist ein ausgewiesenes Naturschutzgebiet und trägt die Katasternummer NSG500.060. Namensgebend war die Grafenmühle, die mit dem Bau des Großen Brombachsees verschwand. Das Naturschutzgebiet zieht sich etwa 2,6 Kilometer am Südufer des Großen Brombachsees entlang, vom Damm des Kleinen Brombachsees bis nach Ramsberg.
Mit über 89 Hektar Fläche ist es das größte der Naturschutzgebiete am Brombachsee. Den Großteil des Areals nehmen die freie Wasserfläche und trockene Fichten-Kiefern-Wälder ein. Der Baumbestand schirmt die empfindlichen Feuchtbereiche im Zentralteil vor störenden Einflüssen ab. Der Westteil gilt als ökologisch am wertvollsten. Dort entspringen mehrere Quellen.

## Flora und Fauna
Flächige Schilfbestände wechseln sich mit Weidengebüschen und verschiedenen Einzelgehölzen ab. Das dichte Röhricht beherbergt die Kinderstuben von Fröschen, Kröten und Fischen und bietet Brutvögeln Schutz. Hier befindet sich auch ein abgesetzter Niedermoorbereich mit Feuchtmulden und Seggenverlandung.

## Zugang
Der Brombachsee ist mit einem umlaufenden Rad- und Fußweg gut erschlossen. Dieser führt auch direkt an der Südgrenze des Schutzgebiets entlang und bietet immer wieder Einblicke in dessen Lebensräume. Ein Zutritt zu dem Schutzgebiet selbst ist nicht gestattet. Am Weg befinden sich einige Informationstafeln. Im Frühsommer ist ein Besuch zur Blüte der Feuchtvegetation besonders lohnend.
Zum Teil kostenpflichtige Parkmöglichkeiten befinden sich am Sportboothafen in Langlau und in Ramsberg.
Mit dem ÖPNV (VGN) ist die Anreise mit der Zuglinie Gunzenhausen-Pleinfeld bis zur Haltestelle Ramsberg täglich möglich. Von dort sind es 45 Minuten zu Fuß.

## Umgebung
Am Brombachsee befinden sich auch die Naturschutzgebiete Stauwurzel des Igelsbachsees, Halbinsel im Kleinen Brombachsee, Brombachmoor und Sägmühle. Die Umgebung bietet zahlreiche Freizeitmöglichen wie Segeln, Surfen, Baden, Radfahren und Wandern.